# Melanophilharmostes palustris
Melanophilharmostes palustris là một loài bọ cánh cứng trong họ Hybosoridae. Loài này được Petrovitz miêu tả khoa học năm 1968.